# Illuminismo in Italia

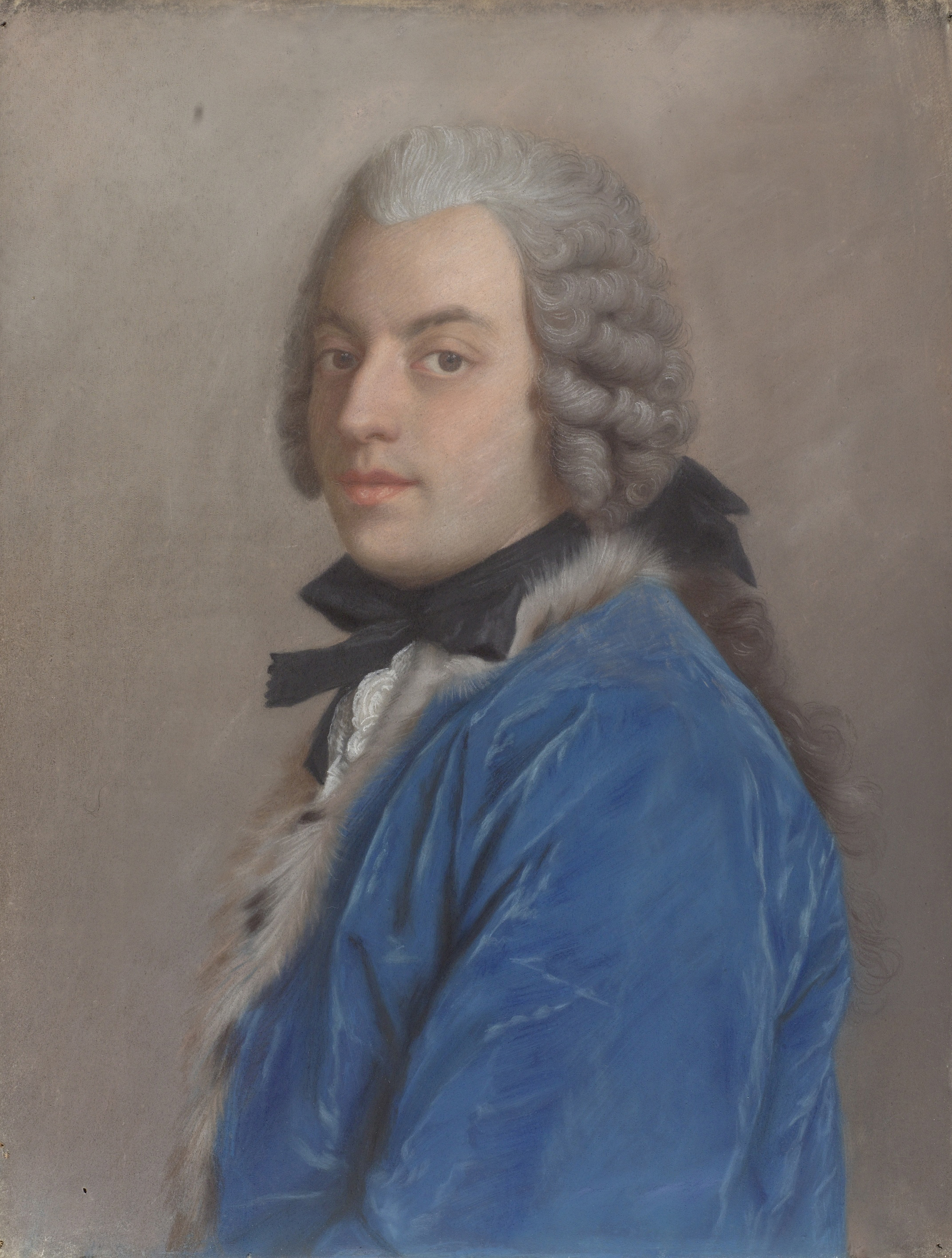
Francesco Algarotti

L'illuminismo in Italia è un movimento culturale e filosofico iniziato nella seconda metà del XVIII secolo, caratterizzato dalla discussione su quei temi gnoseologici, etici e politici che anticipano il pensiero francese del Settecento.

## Storia
In Italia non mancavano anche pensatori locali che è possibile definire pre-illuministici (nonché esperienze scientifiche simili a quelle che avevano generato l'Empirismo), come il napoletano Giambattista Vico, che, pur discostandosi poi molto, su molti campi, dalle future tematiche del XVIII secolo, fu il modello per molti illuministi, specialmente quelli della sua città.
In Italia i principali centri di diffusione dell'illuminismo furono Napoli e Milano: in entrambe le città gli intellettuali assunsero cariche pubbliche e collaborarono con le amministrazioni borboniche e asburgiche.
A Napoli, sotto il tollerante re Carlo di Borbone furono attivi Antonio Genovesi, Ferdinando Galiani e Gaetano Filangieri.
Comunque, l'illuminismo napoletano, come la filosofia vichiana, rimase quasi sempre in campo teorico. Solo più tardi, molti illuministi animarono la sfortunata esperienza della Repubblica Partenopea.
A Milano, invece, il movimento si sforzò di trovare concrete soluzioni ai problemi.
Centro delle discussioni era la rivista Il Caffè (che va di pari passo con il consumo della bevanda, 1762-1764), fondata dai fratelli Pietro e Alessandro Verri (famosi filosofi e scrittori, così come il loro fratello Giovanni), che diedero vita anche all'Accademia dei Pugni, fondata nel 1761.
Centri minori furono la Toscana, dove operò, tra gli altri, Pompeo Neri, il Veneto e il Piemonte.

## L'illuminismo a Napoli

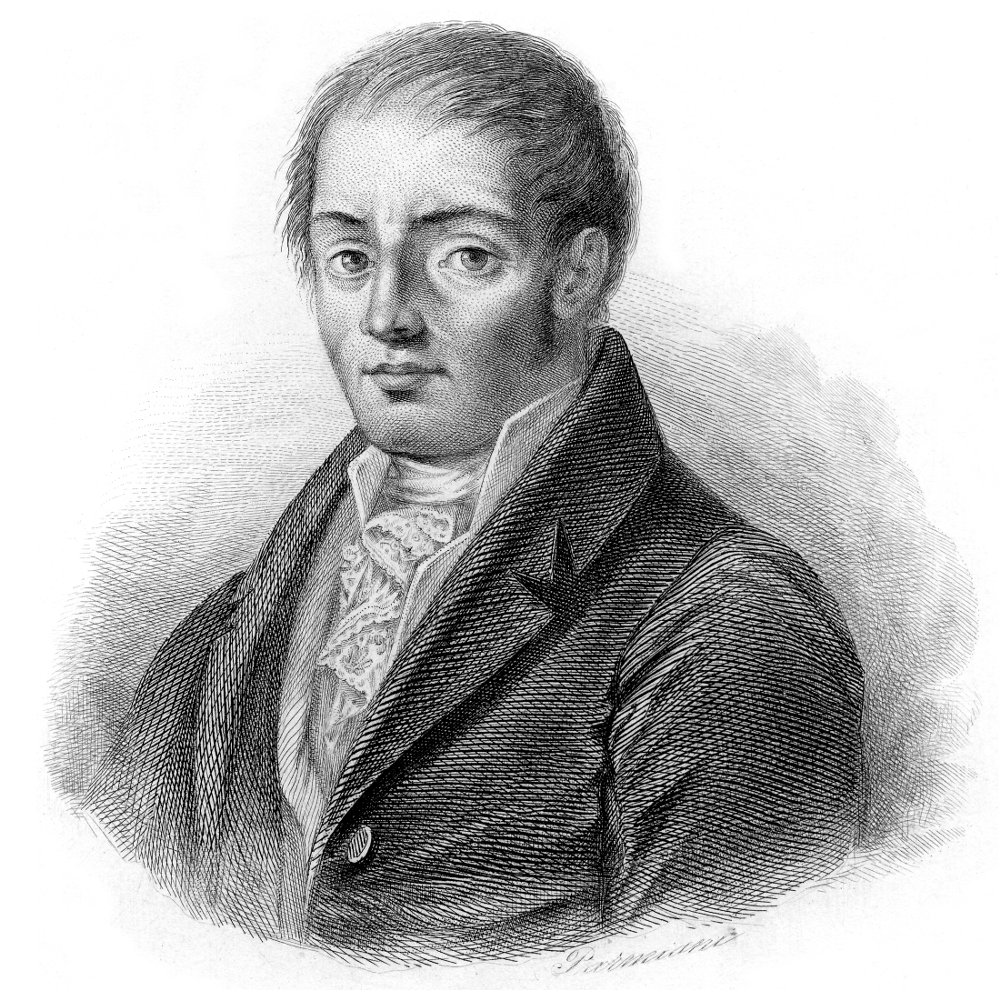
Mario Pagano

L'illuminismo italiano era particolarmente attivo a Napoli, in questo periodo capitale dell'omonimo Regno di Napoli. La città partenopea, con la capitale francese, fu quella che meglio espletò il "secolo dei lumi"; infatti, non assorbì semplicemente questa corrente, anzi, la generò in buona parte dando vita a nuove forme architettoniche, a nuovi pensieri filosofici e ponendo le basi dell'economia e del diritto moderno. In realtà Napoli era già stata il centro vitale della filosofia naturalistica del Rinascimento, ed ora tornò a dare nuovo impulso al pensiero di diversi esponenti, quali ad esempio Mario Pagano, uno dei più importanti giuristi e politici italiani dell'epoca rivoluzionaria, che in gran parte si rifacevano all'opera di Giambattista Vico, eliminando però gli aspetti cristiani della sua filosofia.
Rilevanti furono le costruzioni di imponenti edifici pubblici, fra tutti il Real Albergo dei Poveri (detto anche Palazzo Fuga dal nome dell'architetto che lo ideò e realizzò nel 1751 su commissione del re Carlo di Borbone), che è tra le più notevoli costruzioni settecentesche, tipicamente illuminista: lunga ben 354 metri ed una superficie utile di 103.000 m2. Politicamente, le prese di posizione anticuriale ed antifeudale del governo napoletano divennero modelli d'ispirazione che riscossero successo anche all'estero.
Da ricordare anche la nascita della scuola economica di Antonio Genovesi, che portò diverse innovazioni nel campo dell'economia nazionale e non solo, seguito anche in Puglia dal letterato Ferrante de Gemmis Maddalena, che fondò una Accademia illuminista, e dall'economista Giuseppe Palmieri, direttore del Supremo Consiglio delle Finanze del Regno di Napoli alla fine del Settecento. Altri nomi di spicco che posero le basi della moderna economia politica, delle discipline economiche e monetarie sono: Ferdinando Galiani e Gaetano Filangeri. Quest'ultimo in particolare, con la sua scienza della legislazione, farà da ispirazione agli artefici della Rivoluzione francese.
Gli ultimi illuministi napoletani, come Mario Pagano, Ignazio Ciaia e Domenico Cirillo aderirono alla Repubblica Napoletana, finendo quindi giustiziati il 29 ottobre 1799 a seguito del ripristino del potere borbonico.
Altri come il canonico Onofrio Tataranni, ebbero salva la vita, perché protetti dalla stessa chiesa.

## L'illuminismo lombardo

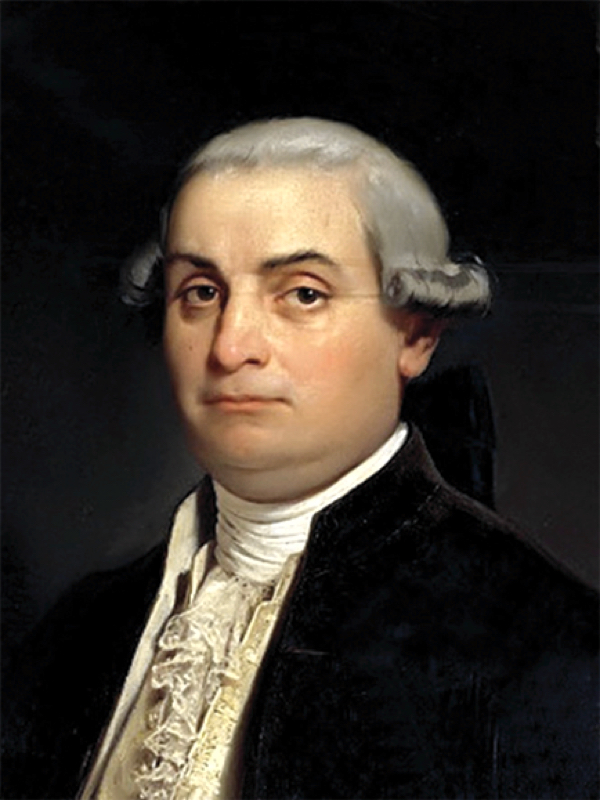
Cesare Beccaria, uno dei padri fondatori della criminologia liberale

L'illuminismo lombardo mosse i suoi primi passi all'Accademia dei Trasformati, fondata nel 1743. Nell'accademia, caratterizzata da una componente in prevalenza aristocratica, si dibatteva delle nuove teorie illuministiche, tentando tuttavia di conciliarle con le tradizioni classiche.
Tra i componenti dell'Accademia dei Trasformati vi era anche Pietro Verri, che tuttavia se ne distaccò ben presto per dar vita assieme al fratello Alessandro all'Accademia dei Pugni nel 1761, il cui nome fu ispirato all'animosità con cui si discuteva. Collegata all'Accademia dei Pugni era la rivista Il Caffè, foglio culturale vicino alle teorie illuministiche e ispirato ai primi giornali moderni, come The Spectator.
Oltre ai fratelli Verri, tra i membri dell'Accademia dei Pugni vi fu un altro dei più celebri illuministi italiani: Cesare Beccaria. Sua è la più celebre opera dell'illuminismo italiano: il trattato giuridico Dei delitti e delle pene pubblicato nel 1763, nel quale, rifacendosi alle teorie dei philosophes e ad alcune legislazioni recenti, come quella della zarina Elisabetta Petrovna, propone espone con logica rigorosa I motivi dell'inefficacia della tortura e della pena di morte, proponendone l'abolizione. Il saggio fu ammirato anche da Voltaire e dagli Enciclopedisti ed ebbe molta influenza su sovrani come Caterina II di Russia, Maria Teresa d'Austria, ma soprattutto nel Granducato di Toscana, dove Pietro Leopoldo nel 1786 abolì la tortura e la pena di morte, seguito poi dal fratello Giuseppe II d'Austria.
L'illuminismo portò nuovi stimoli anche all'arte e alla poesia: un importante poeta dalle idee illuministe fu Giuseppe Parini, altro grande esponente dell'illuminismo lombardo, che ridicolizzò la nobiltà e i suoi privilegi nel poema Il Giorno, mentre nel teatro incoraggiò i commediografi e i drammaturghi verso idee nuove, influendo su Vittorio Alfieri e Carlo Goldoni.

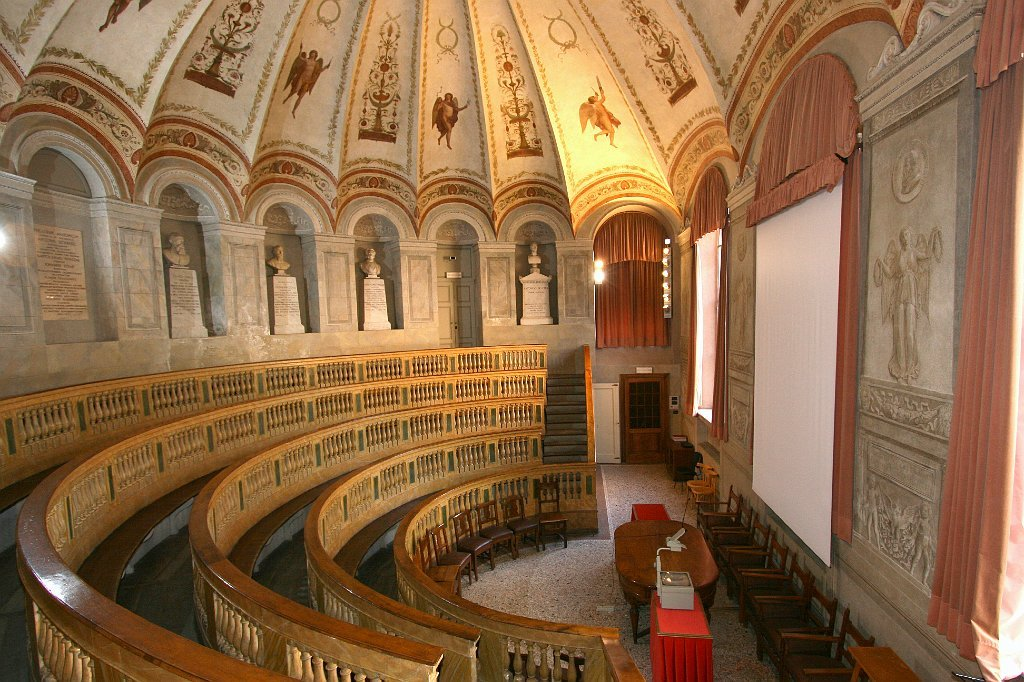
Università di Pavia, Aula Scarpa, Leopoldo Pollack, 1785- 1786.

Della scuola illuminista milanese si ricordano anche Paolo Frisi, Ruggero Boscovich, Alfonso Longo e Gian Rinaldo Carli, tutti collaboratori del Caffè. Nel ducato di Milano l'imperatrice Maria Teresa e il figlio Giuseppe II  diedero grande impulso alla diffusione delle nuove teorie illuministiche e in particolare tramite la rinascita dell'Università di Pavia. Infatti i sovrani, ispirati dai principi dell'assolutismo illuminato, apportarono rilevanti riforme amministrative all'ateneo, che divenne uno dei migliori d'Europa, lo dotarono di nuovi edifici e laboratori, e chiamarono a insegnare docenti di fama europea, quali Alessandro Volta, Antonio Scarpa, Lazzaro Spallanzani e . Le nuove idee non ebbero ripercussioni solo sugli insegnamenti, ma anche sul diritto pratico, tanto che nel 1777 si laureò a Pavia Maria Pellegrina Amoretti, la prima donna laureata in Giurisprudenza in un ateneo italiano.

## Elenco di illuministi italiani
- Francesco Algarotti
- Cosimo Amidei
- Sallustio Bandini
- Giuseppa Eleonora Barbapiccola
- Giuseppe Baretti
- Cesare Beccaria
- Rosario Bonventre
- Gian Rinaldo Carli
- Melchiorre Cesarotti
- Ferrante de Gemmis
- Melchiorre Delfico
- Carlo Denina
- Giacinto Dragonetti
- Gaetano Filangieri
- Antonio Genovesi
- Ferdinando Galiani

- Pietro Giannone
- Carlo Goldoni
- Gaspare Gozzi
- Antonio Jerocades
- Pompeo Neri
- Mario Pagano
- Nicola Fiorentino
- Giuseppe Palmieri
- Giuseppe Parini
- Carlantonio Pilati
- Alberto Radicati
- Onofrio Tataranni
- Alessandro Verri
- Pietro Verri
- Antonio Zanon
- Francesco Saverio Salfi
- Giuseppe Todaro
- Pasquale Galluppi